# Giambologna (cráter)
Giambologna es un cráter de impacto de 69 km de diámetro del planeta Mercurio. Debe su nombre al escultor flamenco Jean de Boulogne "Giambologna"" (1529-1608), y su nombre fue aprobado por la  Unión Astronómica Internacional en 2013.